# كوفينتري باتمور
كوفينتري كيرسي دايتون باتمور (23 يوليو 1823 - 26 نوفمبر 1896) شاعر إنجليزي وناقد أدبي. اشتهر بكتابه الشعري الملاك في المنزل، وهو عبارة عن قصيدة سردية حول المثل الفيكتوري للزواج السعيد.
عمل باتمور في المتحف البريطاني في لندن عندما كان شابًا. وبعد نشر كتابه الشعري الأول في عام 1844، تعرّف على أعضاء جماعة ما قبل الرفائيلية. أصبح حزنه على وفاة زوجته الأولى موضوعًا رئيسًا في شعره.

## حياته

### شبابه
ولد كوفينتري باتمور في وودفورد، إسكس وهو الابن الأكبر للمؤلف بيتر جورج باتمور. تلقى تعليمًا خاصًا وكان قريبًا جدًا من والده بيتر وأظهر اهتمامًا مبكرًا بالأدب. كان الهدف الأول لكوفينتري باتمور أن يصبح فنانًا؛ حصل على درع لوحة الألوان الفضية من الجمعية الملكية للفنون في عام 1838. أرسلته عائلته في عام 1839 إلى مدرسة في فرنسا لمدة ستة أشهر حيث بدأ في كتابة الشعر. خطط بيتر باتمور عند عودة ابنه إلى إنجلترا، نشر بعض قصائده الناشئة، إلا أن كوفينتري باتمور أصبح مهتمًا بالعلم وترك كتابة الشعر جانبًا.
عُيّن كوفينتري باتمور مساعدًا إضافيًا في قسم الكتب المطبوعة في المتحف البريطاني بمساعدة من ريتشارد مونكتون ميلنيس في عام 1846. وسيشغل باتمور هذا المنصب لمدة 19 عامًا بينما يخصص وقت فراغه لكتابة الشعر. تزوج باتمور من إميلي أوغستا أندروز ابنة الدكتور أندروز من كامبرويل في عام 1847. مع حلول عام 1851 أنجب الزوجان ولدين: كوفنتري (مواليد 1848) وتينيسون (مواليد 1850). أنجبا بعد ذلك ثلاث بنات - إميلي (من مواليد 1853)، وبيرثا (من مواليد 1855)، وغيرترود (من مواليد 1857). كتبت إميلي أندروز قصصًا للأطفال قبل ولادة ابنهما الأخير (هنري جون) في عام 1860.
كرّس باتمور المزيد من الطاقة لكتاباته متأثرًا ومدفوعًا بالنجاح الأدبي لألفريد تينيسون. ونشر في عام 1844 مجلدًا صغيرًا من القصائد، إلا أنه حقق نجاحًا تجاريًا محدودًا. لم يزعج هذا الأمر باتمور بقدر ما أزعجته مراجعة قاسية لعمله هذا في مجلة بلاكوود. اشترى باتمور ما تبقى من الإصدار وأتلفه. شجعه أصدقاؤه على مواصلة الكتابة وأمدوه بتعليقات قيمة. علاوة على ذلك، مكنه نشر القصائد من التواصل مع شخصيات أدبية أخرى من ضمنهم دانتي غابرييل روزيتي. قدّمه روزيتي إلى ويليام هولمان هنت الذي أدخله إلى جماعة ما قبل الرفائيلية ما أدى إلى نشر قصيدته «الفصول» في مجلة ذا جيرم التابعة للجماعة.
لعب باتمور خلال المدة التي قضاها في المتحف البريطاني دورًا أساسيًا في بدء الحركة التطوعية في عام 1852. وكتب رسالة مهمة لصحيفة التايمز حول هذا الموضوع مثيرًا الكثير من الحماس بين زملائه. قدّم باتمور، الأكاديمي ديفيد ماسون إلى إميلي روزالين أورمي ابنة أخت زوجته إميلي، وكلتاهما مؤيدتان قويتان لحق المرأة في التصويت وحقوق النساء.

### منشوراته الرئيسة
أعاد باتمور نشر برج كنيسة تاميرتون في عام 1853، وهو أكثر أعماله نجاحًا، حتى أكثر من عمله قصائد الذي نشره في عام 1844. وأضاف العديد من القصائد الجديدة التي أظهرت المزيد من التصوّر والمعالجة. نشر باتمور الجزء الأول من قصيدته الأكثر شهرة الملاك في المنزل في عام 1854. الملاك في المنزل هي قصيدة سردية وشعر غنائي طويل، مكونة من أربعة أجزاء نُشرت بين عامي 1854 و1862:
- الخطوبة (1854)
- الزواج (1856)، الذي يتغنى بزوجته الأولى؛
- مخلص للأبد (1860)
- انتصارات الحب (1862)

نشر باتمور الأعمال الأربعة معًا في عام 1863. وأصبحت هذه الأعمال ترمز إلى المثل الأنثوي الفيكتوري الذي لم يكن بالضرورة المثل الأعلى بين النسويات في تلك الفترة.
مع حلول عام 1861، كان باتمور وعائلته يعيشون في إلم كوتيج، نورث إيند، هامبستاد (لندن). توفيت إميلي باتمور بعد صراع طويل مع المرض في 5 يوليو من عام 1862، انضم باتمور بعد ذلك بوقت قصير إلى الكنيسة الرومانية الكاثوليكية.